# Caribevision TV
Caribevision TV è un canale televisivo statunitense dedicato alla popolazione ispanofona e disponibile nelle aree di New York, Miami e Porto Rico. La gestione dell'emittente è affidata al canale spagnolo Telecinco.

## Storia
Nata nel 2007, nel febbraio del 2008, il gruppo Mediaset España Comunicación, acquista il 35,08% nella società Pegaso Television INC. a cui fa capo l'83,34% di Caribevision TV Network LLC.